# Theory of Love
Theory of Love／セオリー・オブ・ラブ（タイ語: Theory of Love – ทฤษฎีจีบเธอ）は、 アタパン・プーンサワット（Gun）とジュンポン・アドゥンキッティポーン（Off）が主演する2019年のタイのテレビドラマ。 
ナッタポン・モンコサワット監督によりGMMTVが制作したもので、GMMTVが2018年11月5日に開催したイベント「Wonder Th13teen」にて発表した2019年の13のテレビドラマのうちの一つである。  2019年6月1 日よりGMM 25とLINE TVにて、それぞれ土曜日の21:25 ICTと23:00 ICTに放送された。放送は2019年8月17日に終了している。  
2020年10月26日、GMMTVは、「StandByMe」という特別エピソードを2020年10月28日に放送することを発表した。

## あらすじ
サード（アタパン・プーンサワット）は、映画専攻科に通う大学3年生で、親友のトゥ、ボーン、カイ（ジュンポン・アドゥンキッティポーン）とは性格や行動が違うのに4人でよく遊んでいた。 
しかし、サードには秘密があった。初めて会った時からカイに密かに恋をしていたのだ。一方でカイは女の子が大好きなプレイボーイで、次々と女の子と付き合っては別れてを繰り返して遊んでいた。サードはそんなカイとの間に未来がないことを知りながら、3年間片思いのまま黙ってカイを支えてきたが、遂にこの恋心を終わらせようと決心する。 

## キャスト

### 主役
- サード：アタパン・プーンサワット（ガン）
- カイ：ジュンポン・アドゥンキッティポーン（オフ）

### 脇役
- トゥ：ナワット・プンポーティンガーム（ホワイト）
- ボーン：チンラット・シリポンチャワリット（マイク）
- アン：ピラパット・ワタナセッシリ（アース）
- パーン：Sara Legge
- リン：ニーラ・スワナマー
- チェイン：パタラ・エークサーンクン（フォエイ）
- チンチン：Supakan Benjaarruk（Nok）
- ピム：Latkamon Pinrojkirati（Pim）

### ゲスト出演
- アリス・ツォイ (アリーサヤ) (1話)
- トン：Benjamin Joseph Varney (6-7話)
- ガブ(パーンの彼氏)：タナブーン・ワンロプシリナーン (ナ) (8-9話, 11-12話)
- バーの客：Jiratpisit Jaravijit (Boom) (11話)
- ボーンの彼女：スティパー・コンナウディー (ヌーン) (12話)
- ファサイ：スリーヤレート・ヤカレー (プリッキン)
- ノン・ソム：Patnicha Kulasingh (Plai)
- 劇のオーディションを受けに来た俳優：Kris Songsamphant (7話)

## サウンドトラック
| 曲名        | (ローマ字タイトル) | アーティスト | Ref.  |
| ----------- | ------------------ | ------------ | ----- |
| พระเอกจำลอง | Pra Ake Jum Long   | Getsunova    | [ 6 ] |

## 受賞歴
| 年   | 授賞式          | カテゴリー                   | 受信者                                                                      | Ref.        |
| ---- | --------------- | ---------------------------- | --------------------------------------------------------------------------- | ----------- |
| 2020 | LINE TVアワード | ベストカップル賞             | アタパン・プーンサワット（ガン） ジュンポン・アドゥンキッティポーン（オフ） | [ 7 ] [ 8 ] |
| 2020 | LINE TVアワード | 今年一番心に響いたコンテンツ | Theory of Love                                                              | [ 7 ] [ 8 ] |

## 日本での公開
2020年9月28日、株式会社クロックワークスが日本配給権を取得したことを公表した。2021年2月に日本語字幕版にて展開予定。Blu-ray BOXが同社より2021年10月28日に発売。
また、原作小説が邦訳され、2022年11月28日からフロンティアワークスのダリアシリーズユニから刊行された。
- JittiRain（著）、南知沙（翻訳）、苑生（装画）『Theory of Love』フロンティアワークス〈ダリアシリーズユニ〉、全2巻
  1. 2022年11月28日発売[11]、ISBN 978-4-866-57604-6
  2. 2023年1月27日発売[12]、ISBN 978-4-866-57605-3